# Красная Нива (Урицкий район)
Красная Нива — посёлок в Урицком районе Орловской области России.
Входит в состав Подзаваловского сельского поселения.

## География
Расположен рядом с автомобильной дорогой севернее деревни Солнцево; на севере граничит с административным центром поселения — селом Подзавалово. Восточнее посёлка протекает река Орлик.
В Красной Ниве имеется одна улица — Садовая.

## Население
| 2010 |
| ---- |
| 24   |